# Liste des commanderies templières dans l'Aberdeenshire
Cette liste recense les commanderies et maisons de l'Ordre du Temple qui ont existé dans l'Aberdeenshire, l'un des trente-deux councils de l'Écosse.

## Faits marquants et Histoire
La commanderie de Maryculter (en) était l'une des deux plus importantes d'Écosse. Il semble que les templiers connurent un fort déclin à partir des années 1290 car parmi les cent quarante quatre templiers des îles Britanniques qui furent interrogés au cours du procès de l'ordre du Temple, seuls deux le furent en Écosse. Walter de Clifton et Guillaume de Middelton indiquèrent qu'ils étaient les seuls à porter l'habit de l'Ordre dans ce royaume et qu'ils n'avaient jamais assisté à la réception d'un nouveau frère dans une des commanderies d'Écosse. La première guerre d'indépendance pendant laquelle les templiers prirent fait et cause pour le royaume d'Angleterre en est peut-être la cause.

## Commanderies
| Commanderie / Maison | Ville actuelle (à ou près de) | Observations |
| -------------------- | ----------------------------- | ------------ |
| Maryculter (en)      | Maryculter (en)               | [ 5 ]        |

| Localisation dans l'Aberdeenshire |
| --------------------------------- |
| \| Maryculter \|                  |
| Maryculter                        |